# Родной (песня)
«Родной» — песня украинской певицы Светланы Лободы, выпущенная 5 марта 2021 года в качестве сингла на лейбле Sony Music Entertainment.

## Предыстория и релиз
В декабре 2020 года, рекламируя свой предыдущий сингл «Moloko», певица объявила, что премьера следующего сингла состоится 14 февраля 2021 года, тем не менее в назначенную дату песня не была выпущена. 2 марта Лобода поделилась в своих социальных сетях, что новый сингл выйдет 5 марта вместе с видеоклипом. Автор песни — Дмитрий Лорен, который ранее уже написал для Лободы песню «Лети».
5 марта песня стала доступна на всех цифровых площадках. Она смогла возглавить чарт iTunes России, Украины и Казахстана, также возглавила чарт российского отделения «Яндекс.Музыки».
1 января 2022 года на новогоднем шоу «Ciao, 2021!» была представлена итальянская версия песни под названием «Caro amico», автор итальянского текста — Елена Чебакова.

## Видеоклип
Видеоклип на песню был презентован в тот же день, что и песня. Режиссёром его стала Анна Меликян, известная по таким фильмам как «Нежность», «Фея», «Трое», «Русалка». Главные роли в клипе исполнили Анна Чиповская и Юрий Борисов.

## Живые исполнения
12 марта 2021 года Светлана Лобода впервые исполнила песню вживую на шоу «Вечерний Ургант». 25 июня певица стала хедлайнером на празднике «Алые паруса» в Санкт-Петербурге, где исполнила, помимо прочих, песню «Родной».

## Отзывы критиков
В своей рецензии для портала InterMedia Алексей Мажаев отметил, что качественный визуальный ряд видеоклипа работает не вхолостую, поскольку сама песня получилась стопроцентным хитом. Он также предположил, что уже через пару недель припев «Родного» будет напевать большая часть русскоязычного населения.

## Рейтинги
По данным стримингового сервиса Apple Music, «Родной» вошёл в сотню самых популярных треков 2021 года в России и Украине. Видеоклип на песню стал четвёртым самым просматриваемым музыкальным видео в 2021 году на YouTube в России (среди женщин — лидер), а также самым просматриваемым в Украине.

## Список композиций
| №  | Название | Длительность |
| -- | -------- | ------------ |
| 1. | «Родной» | 3:34         |

## Чарты
| Чарт (2021)                                | Высшая позиция |
| ------------------------------------------ | -------------- |
| Киев (Tophit City & Country Radio Hits)    | 37             |
| Москва (Tophit City & Country Radio Hits)  | 24             |
| Россия (TopHit City & Country Radio Hits)  | 10             |
| Россия (TopHit Radio & YouTube Hits)       | 2              |
| Россия (TopHit YouTube Hits)               | 4              |
| СНГ (TopHit Radio Hits)                    | 12             |
| Украина (FDR Top 40)                       | 19             |
| Украина (FDR UA Top 20)                    | 15             |
| Украина (TopHit City & Country Radio Hits) | 19             |
| Украина (TopHit Radio & YouTube Hits)      | 1              |
| Украина (TopHit YouTube Hits)              | 1              |

| Чарт (2021)                                | Высшая позиция |
| ------------------------------------------ | -------------- |
| Киев (Tophit City & Country Radio Hits)    | 39             |
| Москва (Tophit City & Country Radio Hits)  | 28             |
| Россия (TopHit City & Country Radio Hits)  | 14             |
| Россия (TopHit Radio & YouTube Hits)       | 5              |
| Россия (TopHit YouTube Hits)               | 7              |
| СНГ (TopHit Radio Hits)                    | 14             |
| Украина (TopHit City & Country Radio Hits) | 21             |
| Украина (TopHit Radio & YouTube Hits)      | 2              |
| Украина (TopHit YouTube Hits)              | 2              |

### Годовые чарты
| Чарт (2021)                                | Позиция |
| ------------------------------------------ | ------- |
| Киев (Tophit City & Country Radio Hits)    | 100     |
| Москва (Tophit City & Country Radio Hits)  | 84      |
| Россия (TopHit City & Country Radio Hits)  | 49      |
| Россия (TopHit Radio & YouTube Hits)       | 19      |
| Россия (TopHit YouTube Hits)               | 10      |
| СНГ (TopHit Radio Hits)                    | 54      |
| Украина (TopHit City & Country Radio Hits) | 69      |
| Украина (TopHit Radio & YouTube Hits)      | 7       |
| Украина (TopHit YouTube Hits)              | 6       |
| Чарт (2022)                                | Позиция |
| Украина (TopHit YouTube Hits)              | 134     |

## История релиза
| Регион | Дата          | Формат                      | Версия       | Лейбл                    | Ист.   |
| ------ | ------------- | --------------------------- | ------------ | ------------------------ | ------ |
| Мир    | 5 марта 2021  | Цифровая загрузка, стриминг | «Родной»     | Sony Music Entertainment | [ 1 ]  |
| СНГ    | 5 марта 2021  | Радиоротация                | «Родной»     | Sony Music Entertainment | [ 22 ] |
| СНГ    | 7 января 2022 | Радиоротация                | «Caro Amico» | Gazgolder                | [ 46 ] |